# Katedra Opatrzności Bożej w Kiszyniowie
Katedra Opatrzności Bożej (rum. Catedrala romano-catolică Providența Divină) – główna świątynia rzymskokatolickiej diecezji kiszyniowskiej, obejmującej swym zasięgiem całą Mołdawię. Mieści się w Kiszyniowie, stolicy Mołdawii, przy ulicy Mitropolit Dosoftei 85.
Budowla jest pomnikiem architektury. Została wybudowana w 1840 w stylu rosyjskiego klasycyzmu z detalami porządku jońskiego na elementach fasady głównej. To prostokątny budynek z półkolistą apsydą pokryty przęsłowym dachem. Wysokie łukowe okna są położone wzdłuż obwodu katedry. Dwie symetryczne dzwonnice wznoszą się na głównej fasadzie i pokryte są kulistymi kopułami. Pozostałe fasady są wykonane skromnie. Budynek był rekonstruowany w latach 70. XX wieku.